# Музей історії комбінату Ілліча
Музе́й істо́рії комбіна́ту Ілліча́ — музей історії Маріупольського металургійного комбінату імені Ілліча, розташований в Будинку культури ім. Карла Маркса за адресою — місто Маріуполь, вул. Семашка, 19. Відкритий для відвідин 20 лютого 1987 року.

## Історія
- Спроби зібрати перші експонати з історії комбінату імені Ілліча належать до кінця 1960-х років[1]. Цим діяльно займався І. Я. Шевченко, колишній редактор газети «Ильичёвец». За його сприяння і почався музей 1968 року комбінату на перших п'ятнадцяти квадратних метрів в технічному кабінеті[2]. З роками зацікавленість в музеї історії заводу зменшилась і установа припинила власну роботу.

- Музей було відроджено у 1980-ті рр. ветеранами комбінату[1]. Якраз розпочали ремонт другого поверху тодішнього робочого Палацу культури імені Карла Маркса. Частку творчих колектівів з Палацу культури перевели у новоствоений Палац Металургів на проспект Металургів. Другий поверх Палацу культури імені Карла Маркса віддали під відроджений музей комбінату[1].

- Усвідомлення значущості історії комбінату в історії міста Маріуполь призвело до відведення під музей комбінату п'ять залів. Загальна площа експозицій доведена у 2013 р. до 230 м². Експозиції створені за сприяння дизайнерів художнього фонду Маріуполя[2].

## Експозиція
- Перша зала музею розповідає про історію заснування заводу, його перші роки.
- В другій залі зібрано матеріали історії перших радянських років.
- Наступна кімната присвячена іллічівцям — учасникам радянсько-німецької і радянсько-афганської воєн.
- В ще одній залі охоплено період від післявоєнної відбудови дотепер, тут також представлено діючі макети заводських цехів.
- Остання зала розповідає про директорів заводу від заснування і по нинішній час.

Експонати заводу — це унікальні оригінальні фотографії, документи, предмети праці, нагороди і подарунки.
Головна тема — історія виробництва в макетах і фото.
В невеликій кількості музей має і художні твори. Серед них — погруддя сталевара Макара Мазая роботи Юхима Харабета.